# 濱口秀樹
滨口秀树（日语：／ Hamaguchi Hideki，1956年1月4日—），日本男子篮球运动员，曾就读于拓殖大学。他曾代表日本参加1976年夏季奥运会男子篮球比赛，他是1976年日本奥运篮球队中最年轻的队员。